# David Svoboda
David Svoboda (ur. 19 marca 1985 w Pradze) – czeski pięcioboista nowoczesny, mistrz olimpijski z Londynu, ośmiokrotny medalista mistrzostw świata, mistrz Europy.
Startował w igrzyskach olimpijskich w Pekinie, zajmując 29. miejsce. Dwa lata później wywalczył złoty medal mistrzostw Starego Kontynentu w konkurencji indywidualnej. Podczas igrzysk olimpijskich w Londynie zdobył złoty medal.